# Oxira rufonigra
Oxira rufonigra är en fjärilsart som beskrevs av Hanan Bytinski-salz 1939. Oxira rufonigra ingår i släktet Oxira och familjen nattflyn. Inga underarter finns listade i Catalogue of Life.